# Foresight Institute
Foresight Institute — некоммерческая организация в Пало-Альто, штат Калифорния, основанная для продвижения новых технологий. Институт спонсирует конференции по молекулярной нанотехнологии, публикует отчеты и производит рассылку новостей.
Foresight Institute основал несколько премий, в том числе ежегодную премию Фейнмана, присуждаемую в двух номинациях — экспериментальной и теоретической и Feynman Grand Prize — премия в размере $ 250,000, которая будет вручена тому, кто впервые продемонстрирует две молекулярные машины, способные совершать различные вычисления и операции на наноуровне.

## История
Институт был основан в 1986 году К. Эриком Дрекслером и его бывшей супругой, Кристин Петерсон, которая в настоящее время является президентом организации.
Институтом были созданы две дочерние организации: Institute for Molecular Manufacturing и Center for Constitutional Issues in Technology.
Foresight Institute был основан «для управления новыми технологиями для улучшения условий жизни человека», но «сосредотачивает свои основные усилия на нанотехнологии и на системах, которые способствуют обмену знаниями и критическому обсуждению». В мае 2005 года Foresight Institute изменил своё название на «Foresight Nanotech Institute» и сузил свою область деятельности, чтобы «обеспечить реализацию полезных нанотехнологий». Институт сделал это для предоставления сбалансированной, точной и своевременной информации обществу через государственную политику, публикации, руководящие принципы, корпоративные мероприятия, учебники, конференции, дорожные карты и призы, чтобы помочь понять и использовать нанотехнологии.
В июне 2009 года институт вернул себе первоначальное название и расширил свою область деятельности по «изучению новых технологий».

## Миссия
Миссия Foresight заключается в содействии развитию нанотехнологий и уменьшении возможности злоупотребления и несчастных случаев, связанных с ними. Foresight способствует использованию нанотехнологий в обеспечении чистой энергии, снабжении водой, улучшении здоровья и долголетия, сохранении окружающей среды, обеспечении доступности информационных технологий и обеспечении возможности проведения космических исследований.
Некоторые ученые критикуют Foresight и его основателя за технологический утопизм и нереалистичные ожидания. Стэнфордский исследователь Стивен Блок назвал Foresight «культом футуристов» и сказал, что видения, которые могут напоминать научную фантастику, сдерживают исследовательский прогресс. Химик и лауреат Нобелевской премии Ричард Смолли был сторонником Foresight в начале 1990-х годов, прежде чем передумать и стать известным его критиком.